# Baralla anglesa

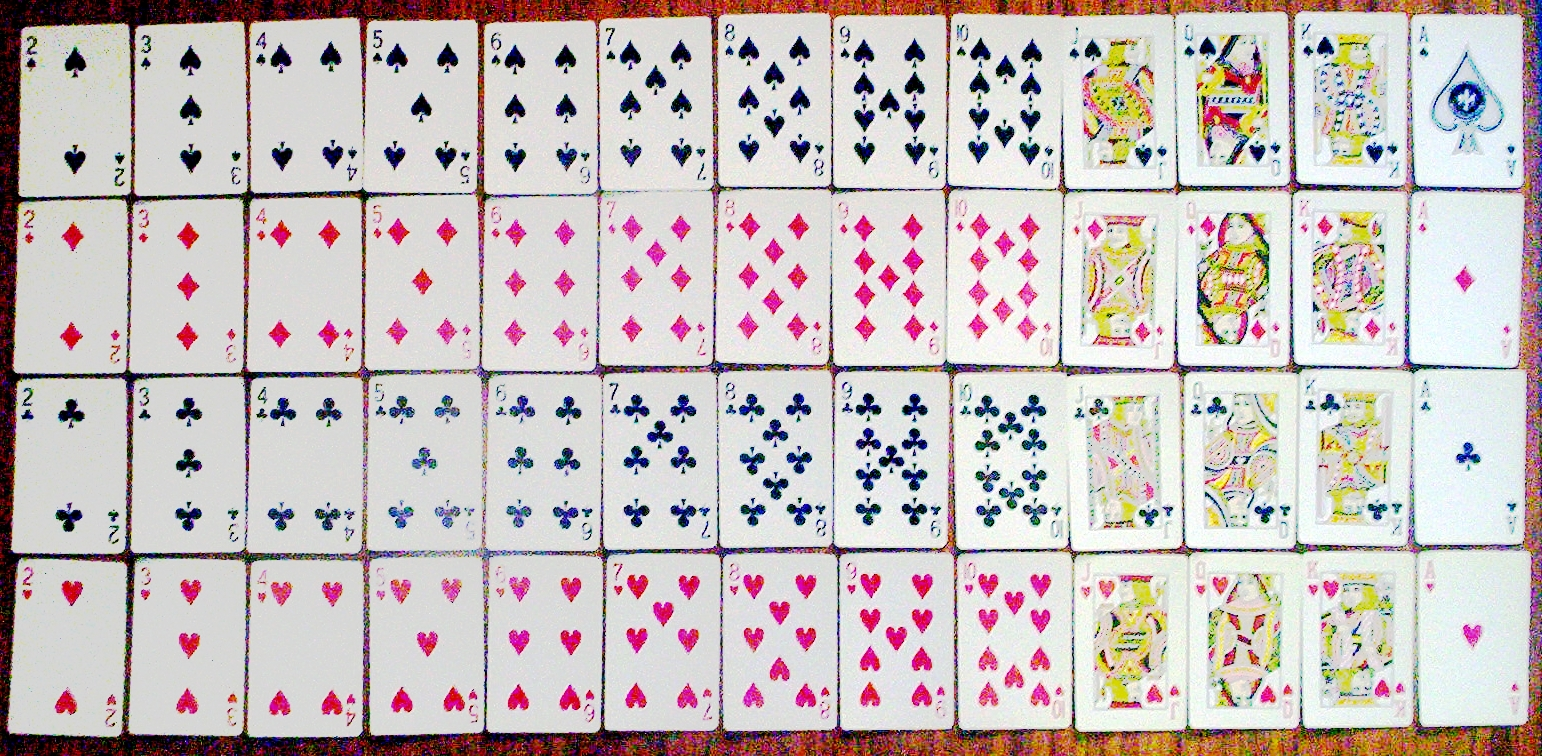
Baralla anglesa

La baralla anglesa és un conjunt de naips o cartes, format per 52 cartes dividides en quatre colls i 2 comodins. La baralla anglesa té el seu origen a la baralla francesa, però està més difosa. Juntament amb la baralla espanyola, és un dels conjunts de cartes més utilitzats del món i s'utilitza en jocs com el continental, el bridge, la canastra i el pòquer.

## Característiques
La baralla està dividida en quatre colls (en anglès: suit), dos de color vermell i dos de color negre:
- ♠ → Piques
- ♥ → Cors
- ♦ → Diamants (coneguts també com a carrós o rombes)
- ♣ → Trèvols (coneguts també com flors).

Cada coll està format per 13 cartes, de les quals 9 cartes inclouen xifres i 4 expressen el seu valor amb una lletra. S'ordenen de menor a major "rang" de la manera següent: A, 2, 3, 4, 5, 6, 7, 8, 9, 10, J, Q, K.. La "Q" se sol anomenar "reina" o "dama" i la "K", rei. En alguns jocs l'as és la carta més alta.
|                     | As             | 2             | 3             | 4             | 5             | 6             | 7             | 8             | 9             | 10             | Jota             | Reina             | Rei             |
| ------------------- | -------------- | ------------- | ------------- | ------------- | ------------- | ------------- | ------------- | ------------- | ------------- | -------------- | ---------------- | ----------------- | --------------- |
| Trèvols (Clubs)     | As de trèvols  | 2 de trèvols  | 3 de trèvols  | 4 de trèvols  | 5 de trèvols  | 6 de trèvols  | 7 de trèvols  | 8 de trèvols  | 9 de trèvols  | 10 de trèvols  | Jota de trèvols  | Reina de trèvols  | Rei de trèvols  |
| Diamants (Diamonds) | As de diamants | 2 de diamants | 3 de diamants | 4 de diamants | 5 de diamants | 6 de diamants | 7 de diamants | 8 de diamants | 9 de diamants | 10 de diamants | Jota de diamants | Reina de diamants | Rei de diamants |
| Cors (Hearts)       | As de cors     | 2 de cors     | 3 de cors     | 4 de cors     | 5 de cors     | 6 de cors     | 7 de cors     | 8 de cors     | 9 de cors     | 10 de cors     | Jota de cors     | Reina de cors     | Rei de cors     |
| Piques (Spades)     | As de piques   | 2 de piques   | 3 de piques   | 4 de piques   | 5 de piques   | 6 de piques   | 7 de piques   | 8 de piques   | 9 de piques   | 10 de piques   | Jota de piques   | Reina de piques   | Rei de piques   |

Els dos comodins es denominen jokers (en singular joker), un està a colors (groc, blau i vermell) i l'altre està a blanc i negre.
El coll de piques es va anomenar també "espases" per influència de la baralla espanyola.

## Història
No és clar quin és l'origen dels naips. Generalment s'accepta que provenen de la Xina, possiblement van derivar del dòmino, i després van ser introduïts a Europa a través de l'Orient Mitjà, des de l'Egipte mameluc cap al 1370.
Primer van arribar no com un objecte tangible, sinó en forma de descripció als relats i textos de diferents viatgers. D'aquesta manera es va expandir per Europa la idea dels naips, que va generar posteriorment els diversos models de baralles “nacionals”.
Els primers testimonis de naips europeus són de principis del segle XIV, quan el Consell de Cent va prohibir els jocs de naips el 1310, a Barcelona. Al llarg del segle següent es van estendre per Europa amb una gran celeritat, situació que coneixem a causa de les nombroses prohibicions d'aquest joc.
El 1470, els francesos incorporen els cors, piques, trèvols i diamants als seus naips. Com a figures, utilitzen herois de la literatura i de la història: el Rei David, Alexandre el Gran, Juli Cèsar, Carlemany...
Els exemplars més antics provenen d'Itàlia, influenciats pels cartes catalanes Després es va estendre cap a Alemanya, des d'on va donar origen a la baralla francesa. Finalment a Anglaterra va sorgir una adaptació de la baralla francesa.

### Arribada des de França

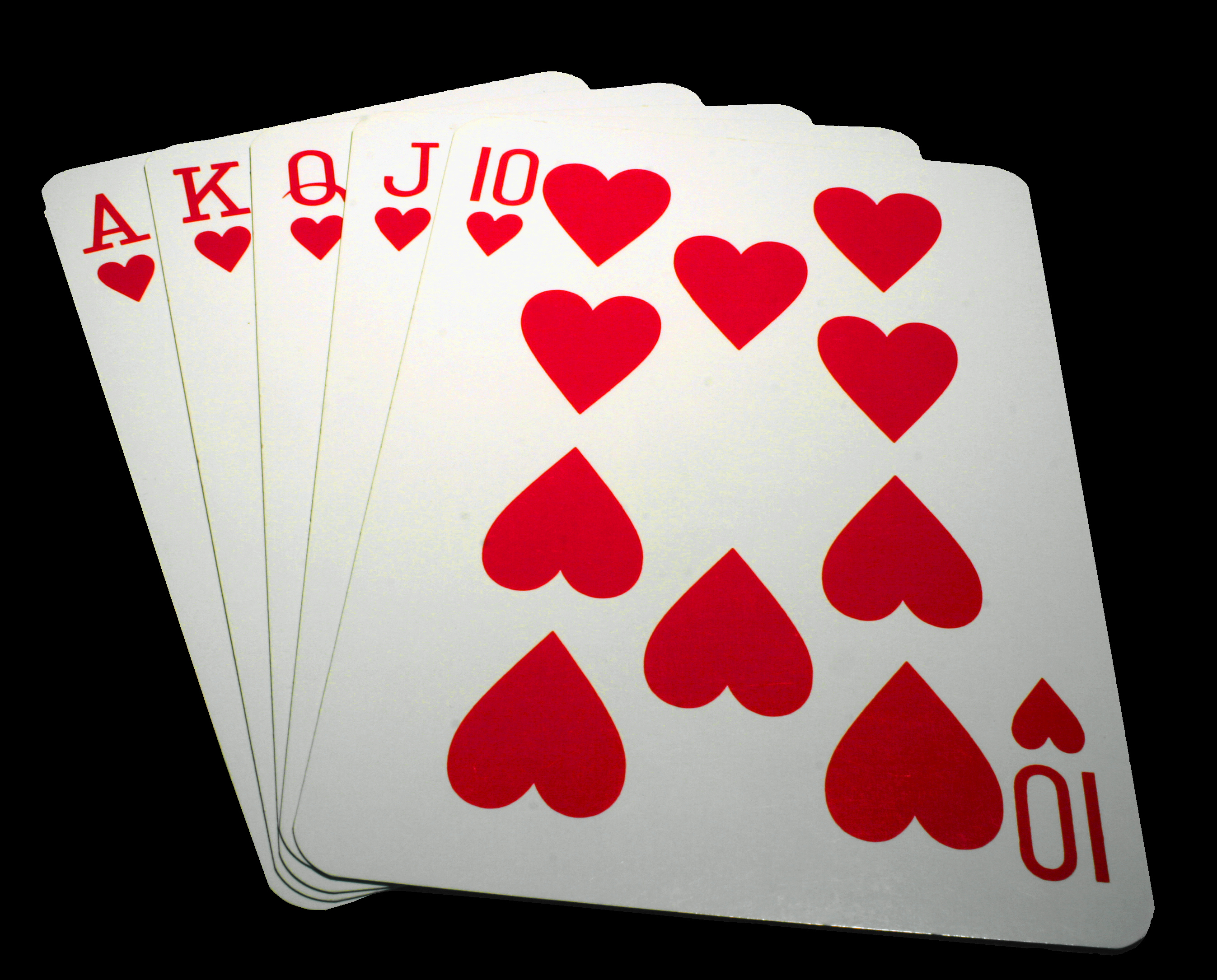
"Flor imperial" al pòquer

Els impressors i gravadors francesos van portar els naips fins a Anglaterra. Els dibuixos de les figures de la baralla anglesa deriven del model francès anomenat de Rouen. Posteriorment adoptaria la forma de la que actualment es coneix com baralla anglesa.
En 1628, durant el regnat de Carles I d'Anglaterra, es va prohibir la importació de tot tipus de cartes per afavorir la fabricació nacional. D'aquesta prohibició i de la menor habilitat dels gravadors anglesos en comparació amb els alemanys i els francesos deriven les figures actuals de la baralla anglesa, que presenten trets més abstractes i simplificats.
L'expansió de l'imperi britànic per tot el planeta va convertir la baralla anglesa en el model estàndard de les cartes de joc.
Fins a la segona meitat del segle XVII les cartes portaven el revers en blanc. A partir d'aquell moment, es van començar a imprimir els reversos per tal de dificultar que els jugadors endevinessin les cartes dels seus oponents.
El 1712 es va establir l'obligació d'imprimir el segell de l'impost a l'as de piques, en què també havia de figurar el nom del fabricant. En 1882 els fabricants de cartes britànics van crear la Worshipful Company of Makers of Playing Cards, que des de llavors es reuneix anualment en un banquet en què és triat un mestre de les cartes. Aquest mestre presenta al següent banquet anual una baralla amb una al·legoria de l'esdeveniment més important de l'any al revers, i el retrat a l'As de Piques.
Les figures reversibles van aparèixer cap al 1850, encara que no van començar a ser acceptades als tradicionals clubs britànics fins, almenys, deu anys després. Més tard, s'incorporen els índexs en totes les variants: dos, quatre, etc.., únicament numerals. I als Estats Units, apareix la figura del Joker o Comodí.

## Els colls
Els noms dels colls vermells tenen una relació evident amb els signes que els representen. També hi ha una correspondència entre els noms catalans i anglesos d'aquests pals. Així, cors (♥) en anglès és hearts i diamants (♦) en anglès és diamonds .
Tot i així, els noms dels pals negres, encara que en català coincideixen amb els objectes que representen, en anglès succeeix una cosa curiosa. el trèvol (♣) és club (bastó) i no clover o trefoil ; i la pica, representada per un full en forma de llança (♠), s'anomena spade (pala) i no pike o lance .
« El motiu potser rau en l'extraordinària influència que van tenir a Anglaterra el joc espanyol de "L'Home" i els pals de la baralla espanyola: d'espases va derivar spades (per a les piques) i el nom anglès dels bastos (clubs) es va utilitzar per anomenar el pal de trèvols. »
— La Baraja Inglesa.
|           | ♥         | ♦         | ♣        | ♠       |
| --------- | --------- | --------- | -------- | ------- |
| Espanyol  | Corazones | Diamantes | Tréboles | Picas   |
| Anglès    | Hearts    | Diamonds  | Clubs    | Spades  |
| Francès   | Cœurs     | Carreaux  | Trèfles  | Pics    |
| Italià    | Cuori     | Quadri    | Fiori    | Picche  |
| Portuguès | Copes     | Ouros     | Paus     | Espases |
| Rus       | Червы     | Бубны     | Трефы    | Пики    |